# Haitianisch-libysche Beziehungen
Die haitianisch-libyschen Beziehungen beschreiben das bilaterale Verhältnis zwischen der Republik Haiti einerseits und dem Staat Libyen andererseits.
Die im Jahr 1804 von Frankreich unabhängig gewordene Republik Haiti und der 1951 von Italien unabhängig gewordene Staat Libyen unterhalten seit 1979 diplomatische Beziehungen.
Die entsprechende gemeinsame Erklärung wurde am 18. Januar 1979 von den Ständigen Vertretern beider Länder dem Generalsekretär der Vereinten Nationen in New York notifiziert.
Es wurden keine diplomatischen oder konsularischen Vertretungen im jeweils anderen Land eingerichtet. 
Seit der Formalisierung der bilateralen Beziehungen waren weder im politischen noch im wirtschaftlichen oder kulturellen Bereich besondere Aktivitäten zu beobachten.
Im Zentrum der libyschen Hauptstadt Tripolis befindet sich die Haiti Street, deren Name als Geste der Dankbarkeit für die Unterstützung gewählt wurde, die Haiti im Jahr 1949 in den Vereinten Nationen der Unabhängigkeit Libyens als einheitlicher Staat gewährt hatte. Der Ständige Vertreter Haitis, Emile Saint-Lot, hatte im Sicherheitsrat der Vereinten Nationen die entscheidende Stimme gegen den Plan abgegeben, aus Libyen drei separate Staaten unter ausländischer Kontrolle zu machen (Bevin-Sforza-Plan).